# Tírig
Tírig – gmina w Hiszpanii, w prowincji Castellón, we wspólnocie autonomicznej Walencja, o powierzchni 42,34 km². W 2011 roku liczyła 550 mieszkańców.